# Leptopyrgota hesterna
Leptopyrgota hesterna är en tvåvingeart som beskrevs av Georges Bernardi 1992. Leptopyrgota hesterna ingår i släktet Leptopyrgota och familjen Pyrgotidae. Inga underarter finns listade i Catalogue of Life.